# قوزه زن
غوزه زن یا گویه جان، روستایی در دهستان بام بخش بام شهرستان بام و صفی‌آباد در استان خراسان شمالی ایران است.

## آب و هوا
آب و هوای روستا مرطوب با تابستان‌های گرم و زمستان‌های سرد و نسبتاً مرطوب است. درجه حرارت هوا در گرمترین موقع سال در ماه‌های مرداد (برج اسد) و شهریور (برج سنبله) تا ۳۵درجه سانتیگراد می‌رسد و بارش باران به صورت پراکنده از ماه اردیبهشت (برج ثور) تا دی ماه (برج جدی) است.

## پوشش گیاهی
پوشش گیاهی این روستا رامی توان با توجه به موقعیت جغرافیایی آن به دو قسمت کوهستانی و دشتی طبقه‌بندی کرد:

### پوشش گیاهی بخش کوهستانی
به غیر از درختان ارس که در بلندیهای شاه جهان، و کوه شاه حسن و به‌طور پراکنده قابل مشاهده می‌باشد، اغلب از درختان پسته، انار، زبان گنجشک، زرشک، ارغوان و انجیر وحشی، بومادران، استاقدوس، قسنی، کتیرا، گون و غیره… تشکیل شده‌است.

### پوشش گیاهی بخش دشتی
این بخش به دلیل قرار گرفتن در شرایط آب و هوایی گرم و داشتن زمین‌های رسی دارای گیاهانی چون پیاز کوهی، درمنه، خارشتر، بارهنگ، اسپند، قارچ، پونه، تلخه، تشکیل می‌دهد.

## محصولات
از مهم‌ترین محصولات این روستا می‌توان به بادام، گردو، انگور، زردآلو، هلو اشاره کرد.
درخت بادام با توجه به کمبود آب و کوهستانی بودن منطقه حدود ۷۰ درصد از محصولات باغی به این محصول اختصاص یافته‌است. این درختچه بیشتر در دره‌های شنزار و دارای آب و هوای سرد به صورت دیم کاشت می‌شود که ارتفاع آن حدود ۴–۶ متر می‌رسد و درباغات هم به صورت آبی و در کنارپشته‌های انگورکشت می‌شود.
درخت گردو امروزه به علت تجاری بودن محصول این درخت، ساکنین روستا بیشتر باغات خود را به این محصول اختصاص داده‌اند.
درخت انگور با نام علمی انگوری‌ها vinifera از خانواده انگورسانان Vitaceae است. در این روستا انگور کشمشی، دیوانه، لعل، عسکری و انگشت عروس کشت می‌شود که بیشتر مصرف روستا بوده‌است.

## مردم‌شناسی
مردم این روستا از نژاد ترک و تیره بغایری هستند. که در زمان حمله هولاکوخان به ایران از منطقه قراقوم ترکمنستان به این منطقه کوچ داده شدند و زبان آن‌ها ترکی است.
مسلمانان ۱۰۰٪ جمعیت روستا را تشکیل می‌دهند که مذهب آن‌ها شیعه دوازده امامی است. اما در اعتقادات و باورهای آن‌ها می‌توان ریشه‌های از فرهنگ ترکان بدوی و باورهای دین زرتشتی را جستجو کرد.

### گیاهان دارویی
- کاسنی (بوزگورگ)

گیاه کاسنی از جمله گیاهان مفیدی است که تاریخ استفاده آن به دوران‌های قبل از میلاد مسیح می‌رسد و مصرف آن بین افراد جوامع مختلف متداول بوده‌است. این گیاه در روستای زالی رویش ندارد و آن را از دامنه کوه‌های شاه حسن یا دامنه‌های کوه شاه جهان تهیه می‌کنند و اهالی روستا از این گیاه جهت تقویت معده به ویژه در زمان ترش کردن از آن استفاده می‌کنند.

## جمعیت
بر پایه سرشماری عمومی نفوس و مسکن در سال ۱۳۹۵، جمعیت این روستا برابر با ۱۴۹ نفر (۴۵ خانوار) بوده‌است.